# Michael Andrejewski

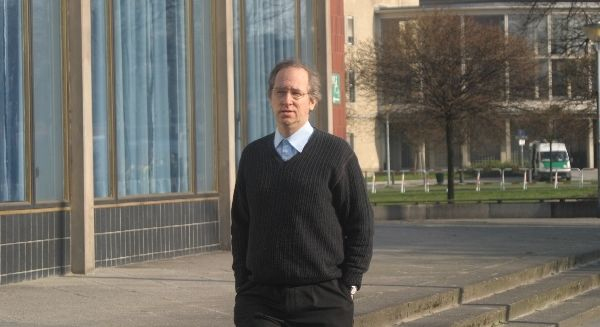
Michael Andrejewski beim NPD-Bundesparteitag 2009 in Berlin

Michael Andrejewski (* 12. August 1959 in Baden-Baden) ist ein deutscher Politiker (DVU, NPD/Die Heimat) und Rechtsanwalt.
Von 2006 bis 2016 war er Mitglied des Landtages von Mecklenburg-Vorpommern. Andrejewski war Gründungsmitglied der rechtsextremen HLA-Organisation.

## Politik und Werdegang
Andrejewski, ein Lehrersohn, stammt aus Baden-Baden im Schwarzwald. Nach dem Abitur 1979 absolvierte Andrejewski seinen Wehrdienst und begann 1982 ein Studium der Rechtswissenschaft sowie der Volkswirtschaftslehre, welches er 2000 mit dem Ersten juristischen Staatsexamen beendete. Er absolvierte das Rechtsreferendariat in Stendal und legte 2002 das Zweite juristische Staatsexamen als Volljurist ab. In dieser Zeit jobbte Andrejewski  bei Wachdienst-Unternehmen und bezog Sozialhilfe sowie Arbeitslosengeld II.
Seine politische Laufbahn begann 1982 als Gründungsvorsitzender der NPD-nahen Hamburger Liste für Ausländerstopp (HLA), die bis zu ihrer Auflösung 1992 Ergebnisse zwischen 0,4 und 0,7 Prozent bei den Bürgerschaftswahlen in Hamburg erzielte. Im Dezember wurde Andrejewski Landesvorsitzender des Ablegers Aktion Mecklenburg/Vorpommern bleibt unser. 1989 war er Sprecher der Hamburger DVU-Hochschulgruppe.

### Pogrom Rostock-Lichtenhagen 1992
Im Vorfeld der fremdenfeindlichen Ausschreitungen in Rostock-Lichtenhagen verantwortete Andrejewski im Mai 1992 ein Flugblatt, dass in einer Auflage von angeblich 100.000 Stück im Gebiet der späteren Gewalttaten verteilt wurde.

„Liebe Rostocker Landsleute! Seid nicht so vertrauensselig, wie wir es im Westen gewesen sind, als uns die Politiker versicherten, es würden nur wenige Ausländer kommen, und das auch nur als Gastarbeiter auf zeit. Heute haben wir sechs Millionen. Sie nennen sich Einwanderer und erzählen uns, Deutschland gehöre jetzt auch ihnen. Sie fordern unsere Wohnungen, Arbeitsplätze und Steuergelder. Ganze Stadtviertel haben sie schon besetzt. Die vielen Kriminellen unter ihnen brachten uns Rauschgifthandel und organisiertes Verbrechen. Mit einem Asylantenheim fängt es an – und schon ist Rostock `multikulturell´ (wie Hamburg: Afrikaner, Asiaten, Orientalen, Zigeuner, Türken und so weiter).“

### Anklam, NPD (ab 2003)
Im Rahmen einer rechtsradikalen Kümmererstrategie zog er 2003 von Hamburg nach Anklam, wo er für die NPD Mitglied der Stadtvertretung ist. Er ist Mitglied des NPD-Landesvorstandes Mecklenburg-Vorpommern, saß für die NPD im Kreistag Ostvorpommern und sitzt seit 2011 im Kreistag Vorpommern-Greifswald.
Nach der Wahl 2006 war er auch Abgeordneter im Landtag von Mecklenburg-Vorpommern. Auf Platz drei der Landesliste der NPD für die Landtagswahl in Mecklenburg-Vorpommern 2011 wurde er am 4. September 2011 erneut in den Landtag gewählt.
Für die Landratswahlen am 18. Mai 2008 wurde Andrejewski zusammen mit Stefan Köster von der Wahl ausgeschlossen. Dies bestätigte der Landeswahlausschuss in Mecklenburg-Vorpommern nach der vorangegangenen Entscheidung der Kreiswahlausschüsse von Ludwigslust und Ostvorpommern. Um die Grundlage hierzu entbrannte ein öffentlicher Streit.
Er war zusammen mit Peter Richter einer der NPD-Anwälte im NPD-Verbotsverfahren 2016 vor dem Bundesverfassungsgericht. Bei der Landtagswahl in Mecklenburg-Vorpommern 2016 verpasste Andrejewski mit der NPD einen weiteren Einzug in das Landesparlament.
Andrejewski vertritt als Strafverteidiger andere Rechtsextremisten und Neonazis bei Gerichtsverfahren. Er betreibt in Anklam eine eigene Anwaltskanzlei; dies in einem Gebäude, welches Privateigentum von Neonazis ist.